# Schloss Wildenberg (Brunskappel)

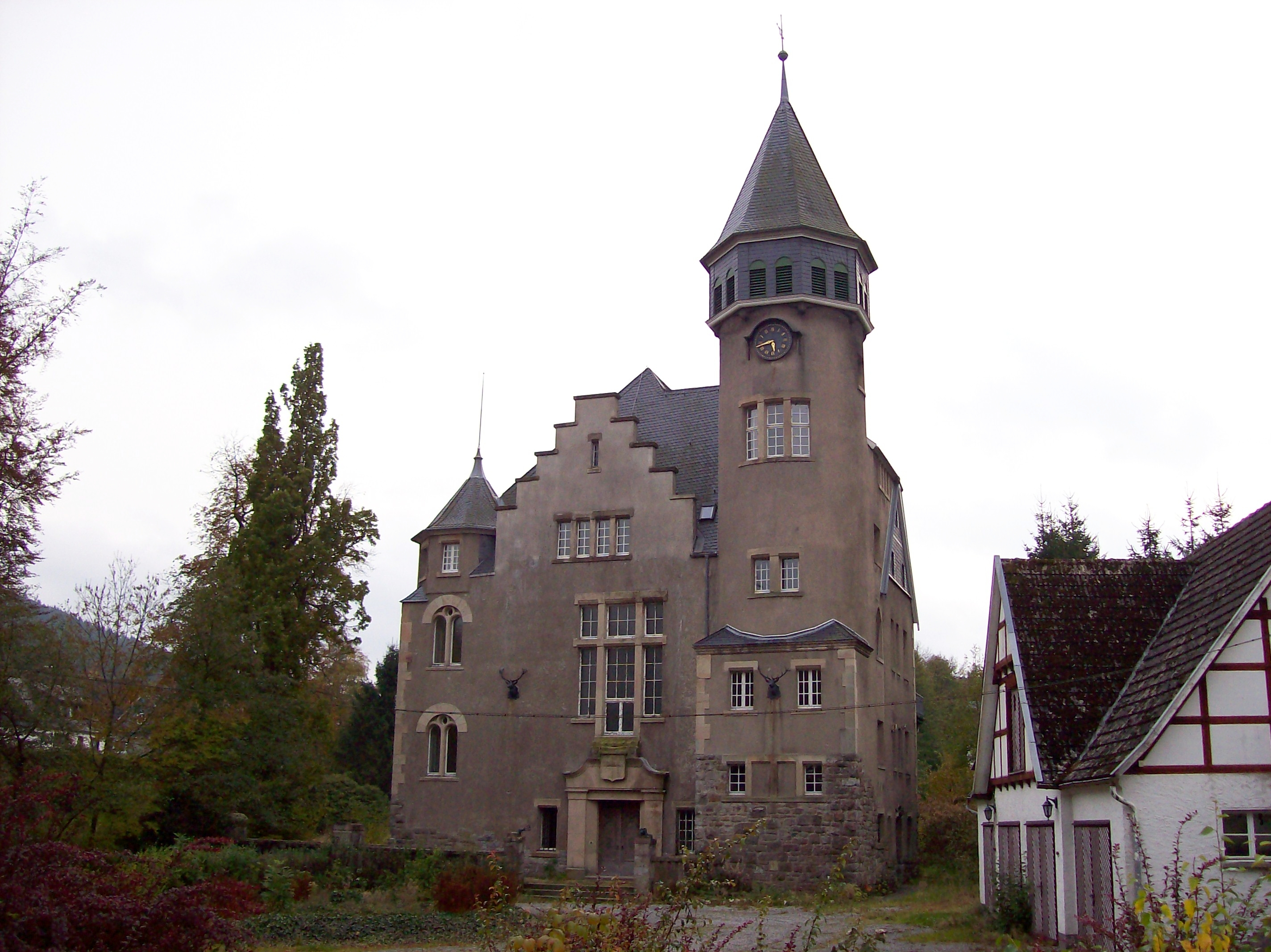
Schloss Wildenberg, vor 2010

Das Schloss Wildenberg ist ein Schloss in Brunskappel im Hochsauerlandkreis. Hier residierten einst die Edelherren von Grafschaft als Vögte des Klosters Grafschaft.

## Geschichte

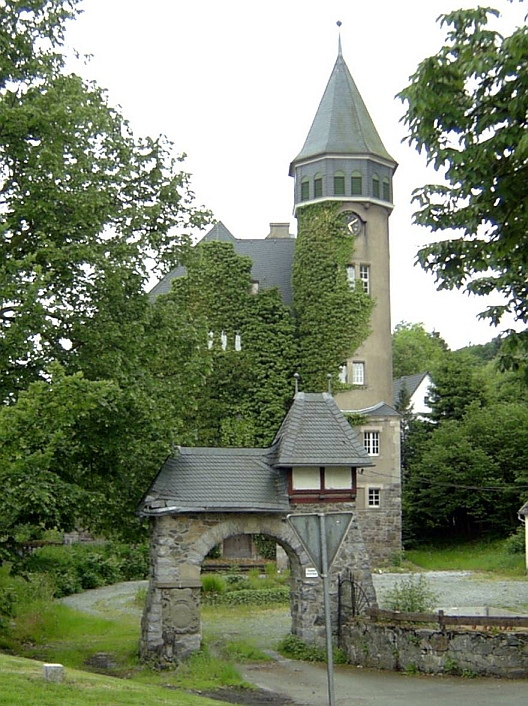
Eingang
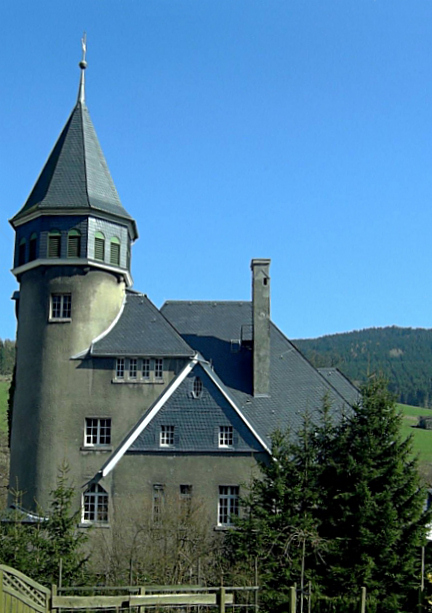
Rückseite

Über die Entstehung ist kaum etwas bekannt. Um 953 soll unter Brun von Köln an dieser Stelle eine Kapelle erbaut worden sein. Nach der Gründung von Kloster Grafschaft gehörten Kapelle und der dort gelegene Gutshof zum Kloster. Das Schloss in seiner heutigen Form geht auf das Jahr 1295 zurück. Als Erbauer des Wohnturms wird Widukind von Grafschaft genannt. In seine Zeit fällt auch der Neubau der Kapelle im romanischen Stil. Nach dessen Tod wohnte dort seine Witwe Adelheid von Wildenberg. Von dieser hat die Anlage ihren Namen. Hier residierte zeitweise eine Nebenlinie der Edelherren. Aus den folgenden Jahrhunderten ist kaum etwas bekannt.
Der Historiker Johann Suibert Seibertz wurde 1817 Eigentümer der Anlage. 1822 ließ Seibertz Reste des alten Burgturmes und Burghauses abbrechen. Im Jahr 1907 brannte das Herrenhaus ab und wurde ein Jahr später durch einen Neubau ersetzt. Die Familie Schäfer besaß das Anwesen seit 1920 und veräußerte es in den 1980er-Jahren an den Ruhrverband, der hier den Ruhrnebenfluss Neger aufstauen wollte. Diese Pläne wurden inzwischen verworfen. Das Schloss befindet sich seit 2011 wieder in Privatbesitz und wurde aufwendig und denkmalgerecht saniert.